# Biblioteca de Don Quijote

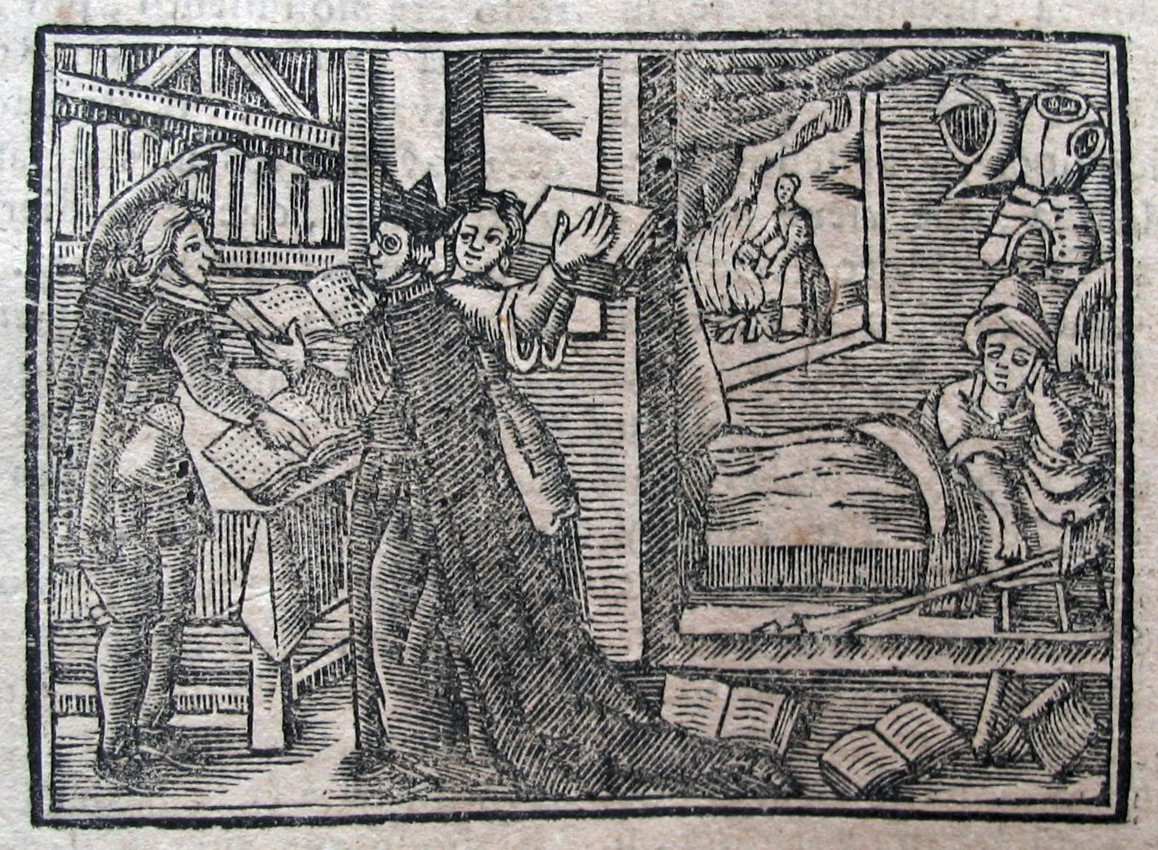
Escrutinio del cura y el barbero de la biblioteca de don Quijote. Grabado en madera de la edición de 1741

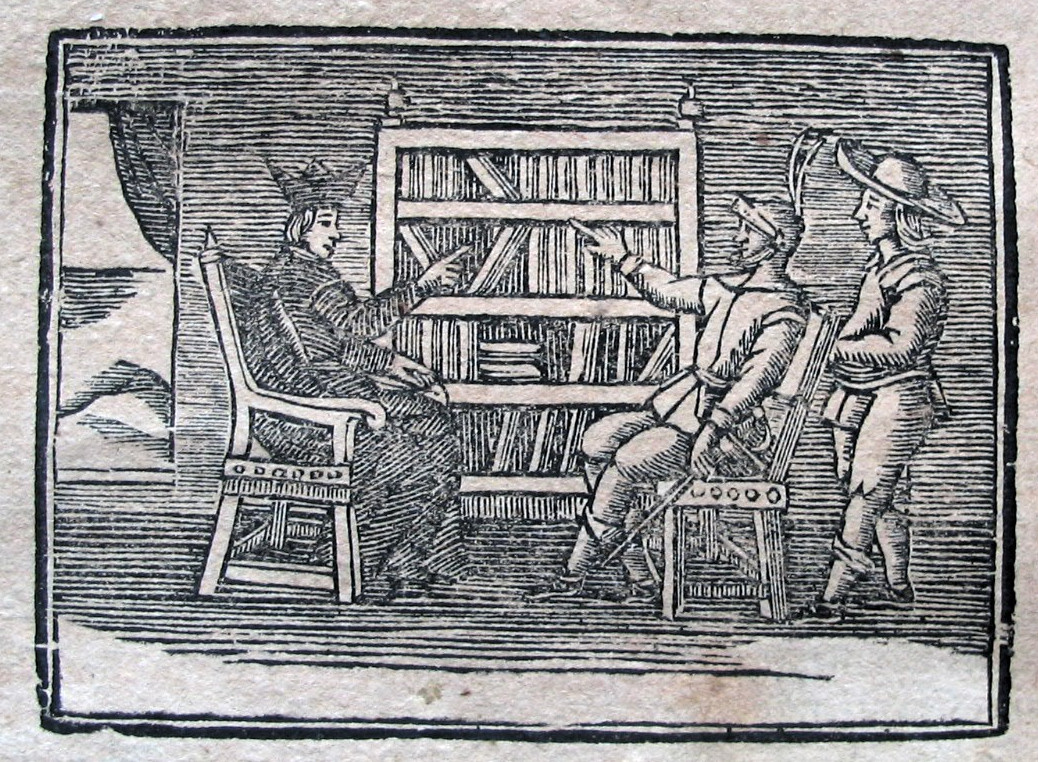
Conversación del cura con don Quijote sobre sus libros. Grabado en madera de la edición de 1741

La biblioteca de don Quijote de la Mancha es el tema central del capítulo VI de la primera parte del Quijote, y en ella Cervantes, por boca del cura Pedro Pérez, expone opiniones sobre ciertos libros de caballerías y otras obras de la literatura de su época, entre ellas algunos poemas épicos y novelas pastoriles.
El capítulo VI menciona las siguientes obras:
- Amadís de Gaula
- Las sergas de Esplandián, de Garci Rodríguez de Montalvo
- Amadís de Grecia, de Feliciano de Silva
- Olivante de Laura, de Antonio de Torquemada
- Felixmarte de Hircania, de Melchor Ortega
- Platir, quizá obra de Francisco de Enciso Zárate
- El Caballero de la Cruz (Lepolemo, de Alonso de Salazar, o Leandro el Bel, de Pietro Lauro)
- Espejo de caballerías, de Pero López de Reinosa, o de Santa Catalina
- Historia de las hazañas y hechos del invencible caballero Bernardo del Carpio, de Agustín Alonso
- El verdadero suceso de la famosa batalla de Roncesvalles con la muerte de los doce Pares de Francia, por Francisco Garrido Villena
- Palmerín de Oliva, de Francisco Vázquez
- Palmerín de Inglaterra, de Francisco de Moraes
- Belianís de Grecia, de Jerónimo Fernández
- Tirante el Blanco, de Joanot Martorell
- Diana, de Jorge de Montemayor
- Segunda parte de la Diana de Jorge de Montemayor, de Alonso Pérez
- Diana enamorada, de Gaspar Gil Polo
- Orlando furioso, de Ludovico Ariosto
- Los diez libros de Fortuna de Amor, de Antonio de Lofraso
- El pastor de Iberia, de Bernardo de la Vega
- Primera parte de las ninfas y pastores de Henares, de Bernardo González de Bobadilla
- Desengaño de celos, de Bartolomé López de Enciso
- El pastor de Fílida, de Luis Gálvez de Montalvo
- Tesoro de varias poesías, de Pedro de Padilla
- El Cancionero, de Gabriel López Maldonado
- La Galatea, de Miguel de Cervantes
- La Araucana, de Alonso de Ercilla
- La Austríada, de Juan Rufo
- El Monserrate, de Cristóbal de Virués
- Las lágrimas de Angélica, de Luis Barahona de Soto

En el capítulo VII se mencionan tres obras más:
- La Carolea, de Jerónimo Sempere
- León de España, de Pedro de la Vecilla Castellanos
- Comentario de la guerra de Alemania hecha por Carlos V, máximo emperador romano, rey de España, de Luis de Ávila

- Datos: Q8247569